# ولایت سیردریا
ولایت سیردریا، (به ازبکی: Sirdaryo viloyati، Сирдарё вилояти)، یکی از ولایت‌های کشور ازبکستان است. 
وسعت آن ۵٬۱۰۰ کیلومتر مربع و جمعیت آن ۶۵۳٬۰۰۰ تن است.

## تقسیمات اداری
ولایت سیردریا از ۹ شهرستان تشکیل شده‌است. مرکز این ولایت، شهر گلستان، با جمعیت ۷۷٬۳۰۰ نفر می‌باشد. از شهرهای دیگر این ولایت می‌توان به سردابه، بایاوُت، فرهاد، خَواست، قهرمان، نوروز، سیحون، ینگی‌یِر و شیرین اشاره کرد.

## شهرستان‌ها
| شماره | شهرستان           | مرکز شهرستان |
| ----- | ----------------- | ------------ |
| ۱     | شهرستان آق‌آلتین   | سردابه       |
| ۲     | شهرستان بایاوُت    | بایاوت       |
| ۳     | شهرستان گلستان    | دهقان‌آباد    |
| ۴     | شهرستان خاواست    | خاواست       |
| ۵     | شهرستان محنت‌آباد  | قهرمان       |
| ۶     | شهرستان میرزاآباد | نوروز        |
| ۷     | شهرستان سیحون‌آباد | سیحون        |
| ۸     | شهرستان سردابه    | پَخته‌آباد     |
| ۹     | شهرستان سیردریا   | سیردریا      |

## مردم‌شناسی
جمعیت این استان عمدتا در امتداد بزرگراه اصلی ام۳۴ ، که کل منطقه را به دو قسمت غربی و شرقی تقسیم می‌کند، توزیع شده‌است. جمعیت عمدتاً ازبک، با اقلیت‌های تاجیک در مرز در جنوب با تاجیکستان (عمدتاً شهرستان خَواست) می‌باشد.

## آب و هوا
این استان دارای اقلیم قاره‌ای است که دارای تغییرات دمای زیادی در طول سال می‌باشد.

## اقتصاد
اقتصاد این استان مبتنی بر محصولات پنبه و غلات ، با وابستگی زیاد به آبیاری و دامپروری است. محصولات جزئی شامل گیاهان علوفه، سبزیجات، خربزه، کدو، سیب زمینی، ذرت، انواع میوه و انگور است. صنایع این استان از مصالح ساختمانی، تجهیزات آبیاری و فرآوری پنبه خام تشکیل شده‌است. این استان دارای یکی از بزرگترین نیروگاه‌های برق ازبکستان است که یک‌سوم برق این کشور را تولید می‌کند.